# Карл II (герцог Лотарингії)
Карл II (фр. Charles II de Lorraine;11 вересня 1364 — 25 січня 1431) — герцог Лотарингії в 1390—1435 роках. За нумерації повинен вважатися Карлом I, але в XVI столітті історіографи, намагаючись привести родовід Гізов до Каролінгів, включили в список герцога Карла, хоча той володарював у Нижній Лотарингії.

## Життєпис
Належав до Лотаринзького (Ельзаського) дому. Син Жана I, герцога Лотарингії, та Софії Вюртемберзької. Народився 1364 року. Здобув класичну освіту середньовічного князя. Замолоду став другом Філіппа II, герцога Бургундії.
1390 року після смерті батька успадкував герцогство. Проводив політику, спрямовану на союз із Бургундією та імператором Венцеславом Люксембургом. В 1390—1391 роках брав участь у поході проти династії Гафісідів в Тунісі задля приборкання піратських баз. 1394 року оженився на представниці Пфальцьких Віттельсбахів.
1396 року спільно з принцом Жаном Безстрашним брав участь у хрестовому поході проти османів та битві біля Нікополя, де хрестоносці зазнали нищівної поразки. Карл II потрапив у полон, звідки його було викуплено. 1399 року рушив на допомогу Тевтонському ордену, що брав участь у черговому протистоянні з Литвою.
Коли в 1400 році імператора Венцеслава Люксембурга було позбавлено влади, натомість королем Німеччини обрано Рупрехта Віттельсбаха, тестя Карла II зберіг добрі стосунки з династією Люксембургів.
У 1405 року втрутився у протистояння Мецької комуни з Людовиком I Орлеанським та Робертом I, герцогом Бару. За допомогу Карл II отримав 10 тис. франків та обіцянку в щорічну пенсію в 1 тис. франків. Боротьба носила тривалий і запеклий характер, що погіршилося жакерією в Меці. Втім навесні 1407 року Карл II завдав поразки ворогам спочатку у битві біля Корні-сюр-Мозель, а потім рішучу — біля Шампіньєлі. За захоплених графів баронів та сеньйорів отримав викуп від 30 до 60 тис. екю. Наприкінці того ж року в Парижі було вбито Людовика Орлеанського. 1408 року брав участь у підписанні миру між Мецем та Робертом Барським.
В наступні роки підтримував бургіньйонів у боротьбі з арманьяками. З відновленням Сторічної війни зберігав нейтралітет, відмовившись надати Франції допомогу. Це було пов'язано з конфліктами з містом Мец. 1415 року магістрат останнього в союзі з Едуардом III, герцогом Бара, атакував замок Сольсі, що належав Генріху де Ла Туру, васалу Карла II. 
Його брат Феррі I, граф де Водемон, загинув 1415 року у битві біля Азенкуру, де  також загинув Едуард Барський, чим припинилося протистояння з Лотарингією. 1416 року був призначений коннетаблем Франції,але в 1419 році відмовився від цієї посади. 
Після загибелі Жана I, герцога Бургундії 1419 року, обрав нейтралітет у протистояння дофіна Карла та бургундського герцога Філіпп III. 
1420 року домовився про шлюб зі спадкоємцем герцогства Бар Рене Анжуйським зі своєю донькою. Внаслідок цього взяв опіку над зятем. Слідом за цим налагодив союзні стосунки з дофіном Карлом. 
1423 року вступив у новий конфлікт з Мецем, підтримавши місто Омбург. В свою чергу магістрат Меца став на бік міста Зольн. Втім бойові дії швидко вщухли. У 1425 році оголосив свою доньку Ізабеллу спадкоємицею Лотарингії, проти чого виступив небіж Карла II — Антуан де Водемон. Втім Штати Лотарингії підтримала рішення герцога. 
У 1427 року Карл II почав нову війну з Мецом (отримала назву «Війна за кошик яблук»). Ніколя Шайо, абат монастиря Сен-Мартен, зірвав яблука в монастирському саду, земля в якому належала герцогу Лотарингії. Останній висунув права на частину доходу від врожаю. Зрештою до 1429 року відбулися збройні сутички з Мецом у вигляді  обопільно грабунку земель.
1429 року надав війська Жанні д'Арк для захоплення Шинона. В тому ж році спільно з зятем Рене Анжуйським, Дітрихом II фон Мерсом, архієпископом Кельнським, Генріхом XVI, герцогом Баварії, взяв в облогу Мец. Проте захопити місто не вдалося 7 грудня 1429 року укладено перемир'я, а остаточний мир укладено було 1431 року (після смерті Карла II). Помер герцог Лотарингії 1431 року. Йому спадкували донька Ізабелла та зять Рене.

## Родина
Дружина — Маргарита, донька Рупрехта Віттельсбаха, короля Німеччини.
Діти:
- Ізабелла (1400—1453), герцогиня Лотарингії, дружина Рене Анжуйського
- Катерина (1407—1439), дружина Якоба I Церінгена, маркграфа Бадену
- Людовик (помер дитиною)
- Рауль (помер дитиною)

Коханка — Алісон дюМей.
Діти:
- Феррі (д/н—1453/1456), сеньор Ваксонкур, Віллакур, Зенкур
- Жан (д/н—1460), сеньор Дарньєль
- Феррі (д/н—після 1459), командор ордену госпітальєрів в Сюньє
- Катерина
- Ізабелла (д/н—після 1457)